# Calle Campo de los Patos
La calle Campo de los Patos es una vía pública de la ciudad española de Oviedo.

## Descripción
La vía, que se confunde en todo momento con la Ronda Sur, alcanza hasta las calles Azcárraga y Postigo Bajo. Al final del siglo XIX, discurría desde Vega hasta Fozaneldi. Aparece descrita en El libro de Oviedo (1887) de Fermín Canella y Secades con las siguientes palabras:

Campo de los Patos.—Hasta hace no mucho cubierto de hórreos y paneras, charcos, mullidos y algo más que anunciaba olvido y descuido de la policía urbana en aquellos lugares pantanosos, donde es probable se solazarían algunas palmípedas, propiedad de aquellos vecinos, para dar nombre á la misma localidad, que ya era como aldea hasta no mucho antes de los arreglos de 1873.—Ent.: Vega.—Conc.: Fozaneldi.
(Canella y Secades, 1887, p. 110)